# فرانک استالونه
فرانک استالونه (انگلیسی: Frank Stallone؛ زادهٔ ۳۰ ژوئیهٔ ۱۹۵۰) یک هنرپیشه، و خواننده اهل ایالات متحده آمریکا است. وی برادر سیلوستر استالونه بوده و از سال ۱۹۷۶ میلادی تاکنون مشغول فعالیت است.

## بخشی از فیلمشناسی
از فیلم‌ها یا برنامه‌های تلویزیونی که وی در آن نقش داشته‌است می‌توان به آثار زیر اشاره کرد.
- راکی ۲
- هادسون هاوک